# خنفساء رأسية الوقوف
الخنفساءالرأسية الوقوف (الاسم العلمي Onymacris unguicularis)، نوع من خنافس الضباب التي توجد في صحراء ناميب في أفريقيا الجنوبية. في صحراء ناميب، يُقبلُ ضبابٌ سميك من جهة البحر بعد الغسق ولا يتبدد إلا بعد أن تشرق الشمس. تقوم خنفساء رأسية الوقوف بلتقاط هذه الرطوبة من خلال وقوفها رأسًا على عقب على قمم كُثبان الرمل. يتكثف الضباب على الجسم الخنفساء، فَتنحدِرُ قُطيرات الماء نحو فَمِها لتؤمن لها الارتواء الضروري.